# Hospital Militar de Melilla
El antiguo Hospital Militar de Melilla fue un hospital militar formado por un conjunto de edificios hospitalarios ubicados en la manzana comprendida entre las calles Alto de la Vía, Ramal del Docker, Luis de Ostariz y la Avenida Donantes de Sangre  de la ciudad española de Melilla,

## Historia
Fue construido en 1910, a finales de la guerra de Melilla con 20 barracones desmontables de madera tipo "Docker" —por ello durante muchos años fue popularmente conocido como "Hospital Militar Docker"—, cuatro de ellos destinados a clínicas y el resto, con capacidad para 280 camas, para atajar la carestía de hospitales ocasionada por tal campaña bélica, además del Hospital Central (Hospital del Rey), el Alfonso XIII, el Gómez Jornada y la Enfermería Indígena, así como los improvisados en el Teatro Alcántara y el Casino Militar, sobre el Almacén de las Peñuelas, uno en el Cuartel de San Fernando, el de la Alcazaba y uno en cerca del Fuerte de María Cristina.
En 1921, tras el Desastre de Annual y debido otra vez a la carestía de hospitales, en el que fueron usados para tal fin el Colegio de los Hermanos de las Escuelas Cristianas, actual Colegio La Salle el Carmen y la Enfermería Indígena, se sustituyeron los barracones de madera por otros de mampostería, que se conservaron hasta su derribo a principios del siglo XXI.
Fidel Pagés Miravét prestó servicios como jefe del equipo quirúrgico entre 1921 y 1923, y como homenaje a su figura, como comandante de Sanidad Militar y prueba de agradecimiento a su labor, se le concedió al hospital el nombre de "Pagés", y se colocó una placa en el quirófano con el siguiente texto: "Aquí operó Pagés; sirviendo a la Patria, enalteció a la Ciencia".
También en 1923 prestó allí sus servicios Mariano Gómez Ulla.
El 29 de febrero de 2008 se arrió por última vez la enseña española en su cierre para la construcción del futuro Hospital Universitario de Melilla, para lo que han sido derribados la mayoría de los barracones.

## Edificios
Capilla del Cristo Rey
Pabellón de Té para de Oficiales
Pabellones.
Capilla
Tanatorio